# Europapokal der Landesmeister 1983/84
Der Europapokal der Landesmeister 1983/84 war die 29. Auflage des Wettbewerbs. 31 Landesmeister der vorangegangenen Saison nahmen teil, der Hamburger SV als Deutscher Meister und Titelverteidiger. Albanien meldete seinen Landesmeister KS Vllaznia Shkodra nicht für den Wettbewerb. Die UEFA wählte das Olympiastadion Rom für den 30. Mai 1984 als Endspielort aus.

## Modus
Die Teilnehmer spielten im reinen Pokalmodus mit (bis auf das Finale) Hin- und Rückspielen um die Krone des europäischen Vereinsfußballs. Bei Torgleichstand zählte zunächst die größere Zahl der auswärts erzielten Tore; gab es auch hierbei einen Gleichstand, wurde das Rückspiel verlängert und ggf. sofort anschließend ein Elfmeterschießen zur Entscheidung ausgetragen.

## 1. Runde
Freilos:  Hamburger SV
Die Hinspiele fanden am 14., die Rückspiele am 28. September 1983 statt.
|                     | Gesamt    |                         | Hinspiel | Rückspiel |
| ------------------- | --------- | ----------------------- | -------- | --------- |
| AS Rom              | 4:2       | IFK Göteborg            | 3:0      | 1:2       |
| Athlone Town        | 04:11     | Standard Lüttich        | 2:3      | 2:8       |
| Ajax Amsterdam      | 0:2       | Olympiakos Piräus       | 0:0      | 0:2 n. V. |
| SK Rapid Wien       | 4:3       | FC Nantes               | 3:0      | 1:3       |
| ZSKA Sofia          | (a)4:4(a) | Omonia Nikosia          | 3:0      | 1:4       |
| Odense BK           | 0:6       | FC Liverpool            | 0:1      | 0:5       |
| Benfica Lissabon    | 6:2       | Linfield FC             | 3:0      | 3:2       |
| BFC Dynamo          | 6:1       | Jeunesse Esch           | 4:1      | 2:0       |
| Partizan Belgrad    | 5:1       | Viking Stavanger        | 5:1      | 0:0       |
| Kuusysi Lahti       | 0:4       | Dinamo Bukarest         | 0:1      | 0:3       |
| Ħamrun Spartans     | 0:6       | Dundee United           | 0:3      | 0:3       |
| FK Dinamo Minsk     | 3:2       | Grasshopper Club Zürich | 1:0      | 2:2       |
| Rába ETO Győr       | 4:1       | Víkingur Reykjavík      | 2:1      | 2:0       |
| Lech Posen          | 2:4       | Athletic Bilbao         | 2:0      | 0:4       |
| Fenerbahçe Istanbul | 0:5       | Bohemians Prag          | 0:1      | 0:4       |

## 2. Runde
Die Hinspiele fanden am 19. Oktober, die Rückspiele am 2. November 1983 statt.
|                   | Gesamt    |                  | Hinspiel | Rückspiel |
| ----------------- | --------- | ---------------- | -------- | --------- |
| Olympiakos Piräus | 1:3       | Benfica Lissabon | 1:0      | 0:3       |
| FC Liverpool      | 1:0       | Athletic Bilbao  | 0:0      | 1:0       |
| Dinamo Bukarest   | 5:3       | Hamburger SV     | 3:0      | 2:3       |
| Bohemians Prag    | (a)2:2(a) | SK Rapid Wien    | 2:1      | 0:1       |
| Rába ETO Győr     | 4:9       | FK Dinamo Minsk  | 3:6      | 1:3       |
| Standard Lüttich  | 0:4       | Dundee United    | 0:0      | 0:4       |
| ZSKA Sofia        | 0:2       | AS Rom           | 0:1      | 0:1       |
| BFC Dynamo        | 2:1       | Partizan Belgrad | 2:0      | 0:1       |

## Viertelfinale
Die Hinspiele fanden am 7., die Rückspiele am 21. März 1984 statt.
|                 | Gesamt    |                  | Hinspiel  | Rückspiel |
| --------------- | --------- | ---------------- | --------- | --------- |
| SK Rapid Wien   | (a)2:2(a) | Dundee United    | 2:1       | 0:1       |
| AS Rom          | 4:2       | BFC Dynamo       | 3:0       | 1:2       |
| FK Dinamo Minsk | 1:2       | Dinamo Bukarest  | (1)1:1(1) | 0:1       |
| FC Liverpool    | 5:1       | Benfica Lissabon | 1:0       | 4:1       |

1 Das Hinspiel fand in Tiflis statt.

## Halbfinale
Die Hinspiele fanden am 11., die Rückspiele am 25. April 1984 statt.
|               | Gesamt |                 | Hinspiel | Rückspiel |
| ------------- | ------ | --------------- | -------- | --------- |
| Dundee United | 2:3    | AS Rom          | 2:0      | 0:3       |
| FC Liverpool  | 3:1    | Dinamo Bukarest | 1:0      | 2:1       |

## Finale
| FC Liverpool                                 | FC Liverpool | AS Rom | AS Rom |
| -------------------------------------------- | --- | --- | ------ |
| FC Liverpool                                 | \| 30. Mai 1984 in Rom (Olympiastadion) \| \| Ergebnis: 1:1 n. V. (1:1, 1:1), 4:2 i. E. \| \| Zuschauer: 60.000 \| \| Schiedsrichter: Erik Fredriksson ( Schweden) \|                                                          | \| 30. Mai 1984 in Rom (Olympiastadion) \| \| Ergebnis: 1:1 n. V. (1:1, 1:1), 4:2 i. E. \| \| Zuschauer: 60.000 \| \| Schiedsrichter: Erik Fredriksson ( Schweden) \| | AS Rom |
| FC Liverpool                                 | Bruce Grobbelaar – Phil Neal, Alan Hansen, Mark Lawrenson, Alan Kennedy – Sammy Lee, Craig Johnston (72. Steve Nicol), Graeme Souness , Ronnie Whelan – Ian Rush, Kenny Dalglish (94. Michael Robinson) Cheftrainer: Joe Fagan | Franco Tancredi – Michele Nappi, Ubaldo Righetti, Dario Bonetti, Sebastiano Nela – Toninho Cerezo (115. Mark Tullio Strukelj), Falcão, Agostino Di Bartolomei – Bruno Conti, Roberto Pruzzo (64. Odoacre Chierico), Francesco Graziani Cheftrainer: Nils Liedholm ( Schweden) | AS Rom |
| FC Liverpool                                 | 1:0 Phil Neal (15.) | 1:1 Roberto Pruzzo (44.) | AS Rom |
| FC Liverpool                                 | Elfmeterschießen | | AS Rom |
| FC Liverpool                                 | Steve Nicol 1:1 Phil Neal 2:1 Graeme Souness 3:2 Ian Rush 4:2 Alan Kennedy | 0:1 Agostino di Bartolomei Bruno Conti 2:2 Ubaldo Righetti Francesco Graziani | AS Rom |
| FC Liverpool                                 | Phil Neal | Agostino di Bartolomei | AS Rom |
| 30. Mai 1984 in Rom (Olympiastadion)         | | |        |
| Ergebnis: 1:1 n. V. (1:1, 1:1), 4:2 i. E.    | | |        |
| Zuschauer: 60.000                            | | |        |
| Schiedsrichter: Erik Fredriksson ( Schweden) | | |        |

## Beste Torschützen
| Rang | Spieler               | Klub              | Tore |
| ---- | --------------------- | ----------------- | ---- |
| 1    | Viktor Sokol          | FK Dinamo Minsk   | 6    |
| 2    | Roberto Pruzzo        | AS Rom            | 5    |
|      | Ian Rush              | FC Liverpool      | 5    |
| 4    | Ralph Milne           | Dundee United     | 4    |
| 5    | Nikolaos Anastopoulos | Olympiakos Piräus | 3    |
|      | Ionel Augustin        | Dinamo Bukarest   | 3    |
|      | Gheorghe Mulțescu     | Dinamo Bukarest   | 3    |
|      | Kenny Dalglish        | FC Liverpool      | 3    |
|      | Davie Dodds           | Dundee United     | 3    |
|      | Rainer Ernst          | BFC Dynamo        | 3    |
|      | Antonín Panenka       | SK Rapid Wien     | 3    |
|      | Gérard Plessers       | Standard Lüttich  | 3    |

## Eingesetzte Spieler FC Liverpool
| FC Liverpool | FC Liverpool |
| ------------ | --- |
| FC Liverpool | - Tor: Bruce Grobbelaar (9/-) - Abwehr: Alan Hansen (9/-); Alan Kennedy (9/-); Mark Lawrenson (9/-); Phil Neal (8/1); Steve Nicol (4/-) - Mittelfeld: Sammy Lee (9/1); Graeme Souness (9/-); Craig Johnston (8/1); Ronnie Whelan (5/2) - Angriff: Ian Rush (9/5); Kenny Dalglish (9/3); Michael Robinson (6/2); David Hodgson (2/-) - Trainer: Joe Fagan |